# Aniense
La tribu Aniense (Aniensis) va ser una de les 35 tribus romanes amb dret de vot als Comitia tributa. Era una de les tribus rústiques. Tenia el seu origen en el riu Anio (Anius), que es deia així pel rei etrusc Anius.
Segons Titus Livi es va crear l'any 318 aC. Des d'August, quan s'estableix l'Imperi Romà, van anar desapareixent les assemblees tribals, i Tiberi ja no les va convocar. Les seves funcions van passar al Senat. Trajà les va suprimir definitivament, encara que durant els tres primers segles de l'Imperi tots els ciutadans havien d'estar inscrits en una tribu.
August va fer inscriure en aquesta tribu als ciutadans romans de la colònia de Cesaraugusta, a la Tarraconensis.